# Петтер Странд
Петтер Странд (норв. Petter Strand, нар. 24 серпня 1994 Берген, Норвегія) — норвезький футболіст, півзахисник клубу «Бранн».
Відомий своїми виступами у складі молодіжної збірної Норвегії.

## Ігрова кар'єра

### Клубна
Петтер Странд народився у місті Берген. Там же він почав займатися футболом у клубі «Філлінгсдален», який виступає у третьому дивізіоні. У 2013 році Странд дебютував на професійному рівні у складі першої команди.
У 2014 році Странд перейшов до складу клубу «Согндал», з яким за два роки встиг пограти в Елітсерії і вилетіти до ОБОС-ліги.
У січні 2016 футболіст приєднався до складу лідера норвезького футболу — «Молде», з яким Петтер виграв нагороди національного чемпіонату і грав у кваліфікаційному раунді Ліги Європи.
У січні 2019 року Странд повернувся до свого рілного Бергена, де став гравцем клубу Елітсерії «Бранн».

### Збірна
Ще будучи гравцем клубу «Согндал» у період з 2014 по 2016 роки Петтер Странд викликався до лав молодіжної збірної своєї країни. Де він провів 13 матчів та відзначився двома забитими голами.